# Parteiamtliche Prüfungskommission zum Schutze des nationalsozialistischen Schrifttums
Die Parteiamtliche Prüfungskommission zum Schutze des nationalsozialistischen Schrifttums (PPK) war eine nationalsozialistische Institution, die am 16. April 1934 gegründet wurde, um zu verhindern, dass sich Autoren und Institutionen ohne Billigung der Nationalsozialistischen Deutschen Arbeiterpartei (NSDAP) als deren Wortführer artikulierten.
Ihre Aufgabe definierte die PPK vor allem in der Erstellung einer NS-Bibliographie – der Prüfung von Werken, die „im Titel, in der Aufmachung, in Verlagsanzeigen oder auch in der Darstellung selbst als nationalsozialistisch ausgegeben“ wurden. Sie überwachte insbesondere die richtige Verwendung von Hitler-Zitaten. Leiter der PPK wurde Philipp Bouhler, der im November 1934 zusätzlich zum Chef der „Kanzlei des Führers“ ernannt worden war und in dieser Funktion Hitler persönlich unterstand – eine delikate Aufhängung: Hitler seinerseits war persönlich am Zentralverlag der NSDAP beteiligt, der über die PPK vor allem seine Hausmacht auf dem Markt der Parteipublizistik wahrte.
Von der engen Verknüpfung der PPK mit den Interessen des Zentralverlags zeugte mehr noch die ursprüngliche Organisation: in der Anfangsphase kontrollierte das Lektorat des Eher Zentralverlags die Arbeit an der neuen Stelle. Im November 1934 wurde die Dienststelle von München nach Berlin verlegt und damit organisatorisch vom Verlag unabhängig. Erst die Anordnung des Stellvertreters des Führers vom 6. Januar 1936 gab der Stelle jedoch eigenständige Kompetenzen. Ihr Geschäftsführer wurde Karl Heinz Hederich, der als Bouhlers Stellvertreter die PPK de facto leitete. Organisatorisch bewältigte die PPK ihre Arbeit ab dem Februar 1935 in Zusammenarbeit mit der Deutschen Bücherei in Leipzig, in der sie eine eigene „Bibliographische Auskunftsstelle“ unterhielt.
Die Kompetenzen der PPK auf dem Gebiet der Buch- und Pressezensur wurden bald nach ihrer Gründung zum Austragungsort der Konkurrenz zwischen dem Mediengiganten NSDAP und dem Reichsministerium für Volksaufklärung und Propaganda. Die PPK verlangte eigene Kompetenzen im Zugriff auf die Verfolgungsorgane in der Ausübung der Pressezensur.
1939 waren in der PPK 127 Mitarbeiter beschäftigt, 1942 war die Mitarbeiterzahl auf 60 gesunken. Die Zahl nebenberuflich tätiger Außenlektoren wird für 1942 mit 692 angegeben, im selben Jahr wurden 4000 Bücher und 700 Kalender überprüft. Die Macht der PPK schwand, nachdem 1942 die Papierkontingentierung eingeführt wurde, unter der praktisch jede Publikation der Vorabgenehmigung seitens des Propagandaministeriums bedurfte. Im Januar 1943 wurde die PPK in das Amt Rosenberg eingegliedert.
Mit dem Kontrollratsgesetz Nr. 2 zur „Auflösung und Liquidierung der Naziorganisationen“ vom 10. Oktober 1945 wurde die Parteiamtliche Prüfungskommission durch den Alliierten Kontrollrat aufgelöst, ihr Vermögen beschlagnahmt und eine Neugründung verboten.